# Salsa Ballers
El Salsa Ballers FC es un equipo de fútbol de Anguila que juega en la Liga de Fútbol de Anguila, primera división de fútbol en el país.

## Historia
Fue fundado en el año 2009 en la localidad de George Hill, teniendo su debut en la temporada 2009/10.
En la temporada 2015/16 el club obtuvo su logro más importante, el cual fue ganar el título de liga al ganar 6 de los 8 partidos de la temporada con tres puntos de ventaja por encima del Diamond FC.
| Temporada | Posición     | Resultado    |
| --------- | ------------ | ------------ |
| 2019-20   | ?            |              |
| 2010-11   | 3.º          |              |
| 2011-12   | ?            |              |
| 2012-13   | 4.º          |              |
| 2013-14   | ?            |              |
| 2014-15   | 4.º          |              |
| 2015-16   | 1.º          | Campeón      |
| 2016-17   | 3.º          |              |
| 2018      | 4.º          |              |
| 2020      | No participó | No participó |
| 2021      | 9.º          |              |
| 2022      |              |              |

## Palmarés
- Liga de Fútbol de Anguila: 1

2015/16

## Plantilla y cuerpo técnico

### Jugadores destacados
- René Thomas
- Adonijah Richardson
- Damian Bailey
- Khalid Brooks